# Luigi Stoisa
Luigi Stoisa,(Selvaggio di Giaveno, Torí, 1958) és un pintor i escultor italià. Va començar a produir treballs artístics a finals dels anys 70, quan encara era estudiant de l'Escola de Belles Arts de Torí i actualment a més d'artista és professor.

## Biografia
La seva formació va començar a l'Escola de Belles Arts de Torí, i després va ser alumne de Jole Desanna a l'Escola de Brera i de Luciano Fabro i Hidetoshi Nagasawa a la Casa dels artistes a Milà. El 1984, va fer la seva primera exposició individual a la galería Tucci Russo a Turin. La seva recerca en matèria artística va començar als inicis dels anys 80, durant el Post-Modernisme, període del qual daten les seves primeres obres madures. Va ser protagonista d'importants exposicions a Itàlia i a l'estranger, on va exposar entre altres a la Fundació Joan Miró de Barcelona (1985), al Museu d'Art Contemporani de Niça a França (1993) o a la Biennal d'escultura de Carrara (2008).

## Obra
Més enllà de la seva pintura, el seu desig és col·locar el seu treball en moltes altres formes d'expressió, més enllà de qualsevol codi preconcebut. Per a Stoisa l'art és una confrontació amb el passat distant i també amb el passat present. Tota la seva obra es converteix en una poètica vinculada al canvi de color i matèria a partir de formes i imatges, i tot el seu treball està relacionat amb el Ready-Made i l'Art Procesual, per bé que arrenca de l'arte povera i les ensenyances del seu mestre, Luciano Fabro.
En les seves obres treballa el contrast entre superfícies, materials, textures, buits i plens. Fa un treball de formes pures però definides de manera intencional. Un dels treballs que concentra tots aquests elements són les instal·lacions que va presentar el 1990 a la galeria Tucci Russo, quatre instal·lacions que accentuen l'aspecte escenogràfic i teatral de l'espai.
- L'Angelo della Pittura (1981), és un dels seus primers treballs considerats madurs, després del que s'anomena el període de formació. La pintura, mostra un àngel amb una paleta i un pinzell a les seves mans amb un estil anacrònic i ja mostra la voluntat de fer una altra forma de pintura, sobretot pels materials utilitzats (pintura a l'oli, quitrà i la tela sense emmarcar). Aquesta llibertat del marc ja destaca en l'artista amb la intenció d'abandonar el tradicional sistema bidimensional i obrir pas a les instal·lacions. A partir de 1982 comença també a experimentar amb altres materials com fulles de coure.
- Le nostre strade infinito (Les nostres carreteres sense fi), i altres obres que daten també de 1986, mostren la presència del quitrà, com a element principal, material molt característic de les seves instal·lacions. En el cas de "Le nostre strade infinito", instal·la una sèrie de pneumàtics en les parets d'una habitació, que deixen una franja de quitrà per tota la sala de la galeria, seguint el seu recorregut.
- Narcís (1985) va ser la peça central de l'exposició Ferro-pintura-temps, celebrada entre l'octubre i el novembre de 1985 a l'Espai 10 de la Fundació Joan Miró. L'obra consistia en l'abocament d'un bidó de quitrà.[3]

### Exposicions individuals (selecció)
- 2010 Luigi Stoisa – A cura di Corradlo Levi- Palazzo Litta, Milà
- 1999 Objekte - Zeichnungen - Galeria Clara Maria Sels, Düsseldorf
- 1998 Luigi Stoisa - "Objekte und Zeichnungen" - Galeria Clara Maria Sels, Düsseldorf
- 1986 Passeggio ad Amsterdam - Appel Arts Centre, Àmsterdam
- 1985 Ferro-pintura-temps - Espai 10, Fundació Joan Miró, Barcelona. Dins el cicle El gust i les diferències comissariat per Vicenç Altaió i Glòria Picazo

### Exposicions col·lectives (selecció)
- 2012 Scatola Nera - Allegretti Arte Contemporanea, Torí
- 2011 SU NERO NERO / OVER BLACK BLACK - Castello di Rivara - Centro d'Arte Contemporane, Rivara (TO)
- 2008 XII Biennale Internazionale di Scultura di Carrara- Carrara
- 1996 Aetas Mutationis - Neue Nationalgalerie, Berlín
- 1986 XI Quadriennale di Roma - Roma